# 駐冰島外交機構列表

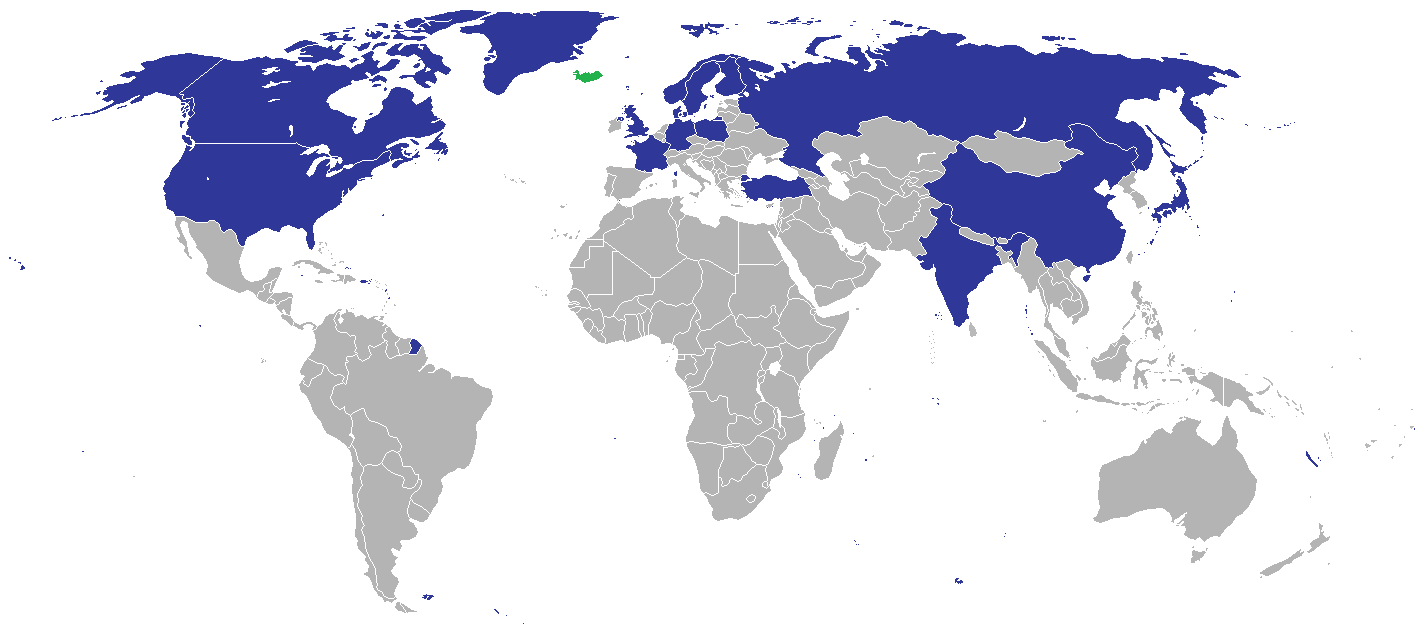
冰島外交使團

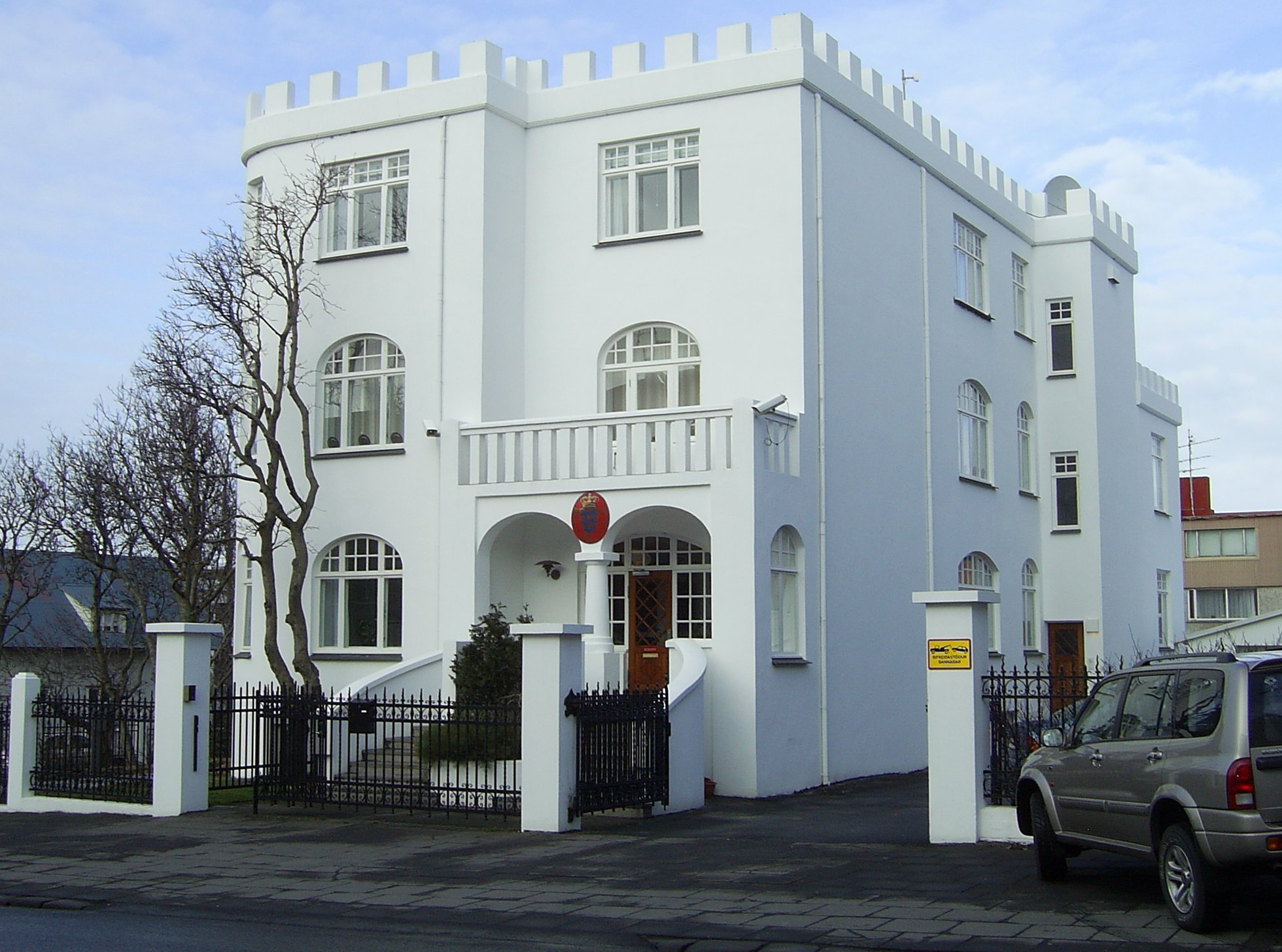
在雷克雅未克的丹麥大使館

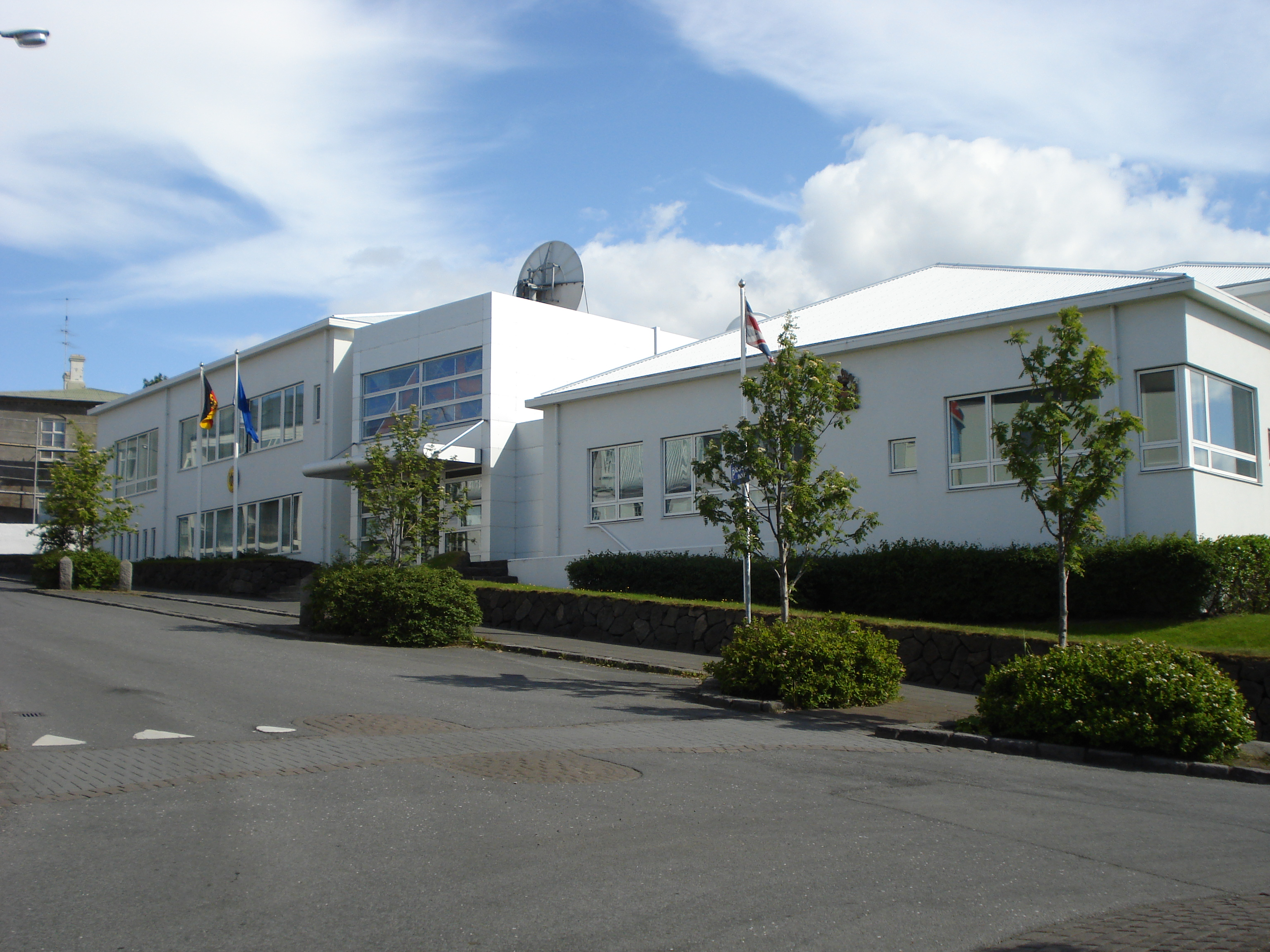
在雷克雅未克的英國及德國大使館

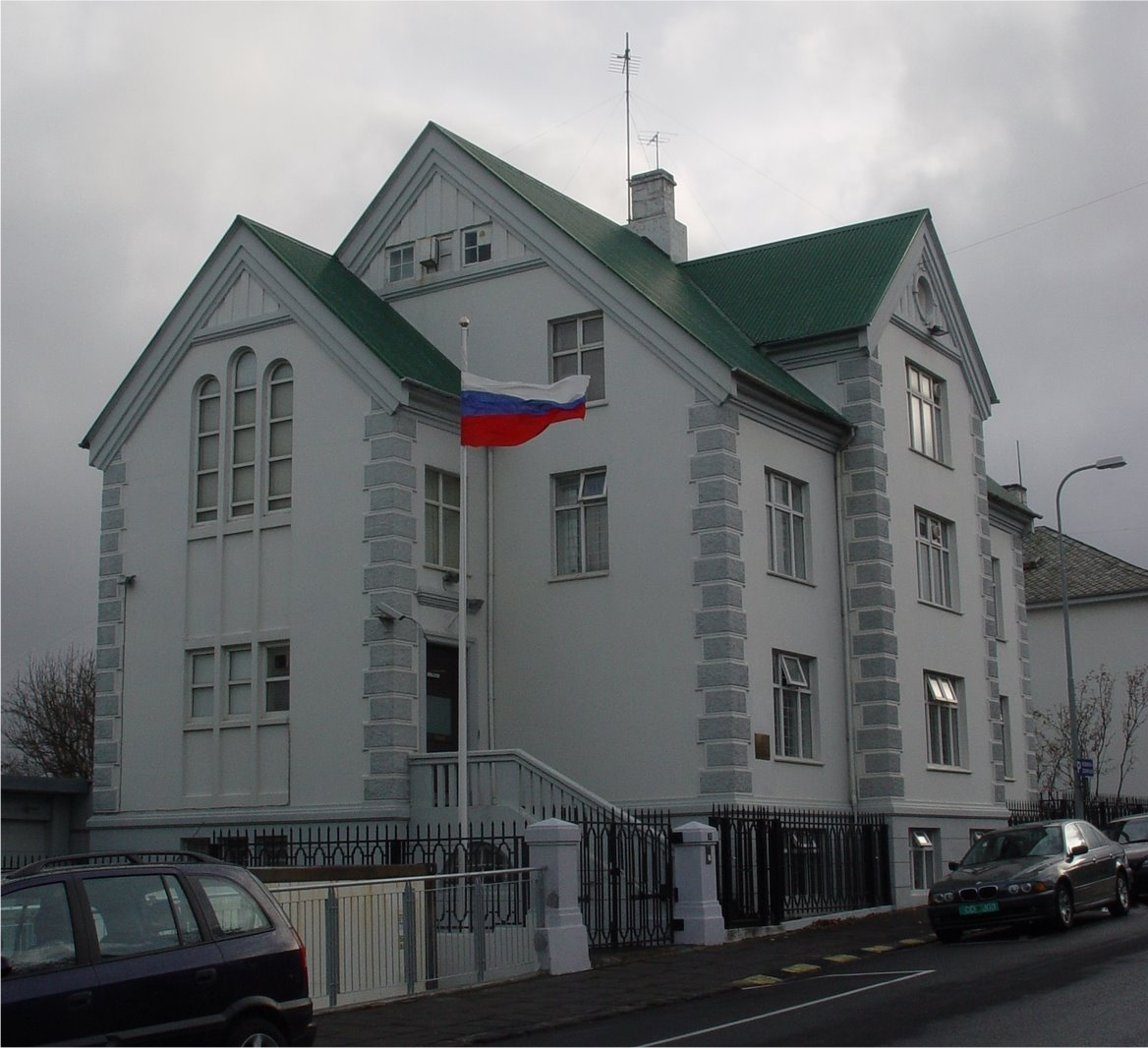
在雷克雅未克的俄羅斯大使館

此頁面列出各國設於冰島的大使館。目前有13個大使館設於雷克雅未克，其中中国使馆规模最大。

## 位於雷克雅未克的大使館
- 加拿大
- 中国
- 丹麦
- 芬兰
- 法國
- 德国
- 印度
- 日本
- 挪威
- 波蘭
- 俄羅斯
- 瑞典
- 英国
- 美国

## 位於雷克雅未克的名譽領事館
- 印度尼西亞
- 约旦
- 拉脫維亞
- 立陶宛
- 盧森堡
- 墨西哥
- 纳米比亚
- 尼加拉瓜
- 北馬其頓
- 秘魯
- 菲律賓
- 斯洛伐克
- 斯洛維尼亞
- 斯里蘭卡
- 泰國
- 多哥
- 乌拉圭

## 代表辦事處
- 欧盟（使團）
- 法罗群岛
- 格陵兰